# Canton de Seyches
Le canton de Seyches est une ancienne division administrative française située dans le département de Lot-et-Garonne, en région Aquitaine.

## Géographie
Ce canton était organisé autour de Seyches dans l'arrondissement de Marmande. Son altitude variait de 20 m (Lagupie) à 141 m (Escassefort) pour une altitude moyenne de 96 m.

## Administration

### Conseillers généraux de 1833 à 2015
| Période | Période                   | Identité                                                                     | Étiquette           | Qualité |
| ------- | ------------------------- | ---------------------------------------------------------------------------- | ------------------- | --- |
| 1833    | 1834 (démission)          | François Cazimir Baron de Bonnefoux                                          |                     | Ancien Préfet maritime Propriétaire à Escassefort |
| 1834    | 1839                      | Gabriel Mazeau de Ravailloux                                                 |                     | Ancien juge de paix à Seyches |
| 1839    | 1872 (démission d'office) | Vicomte Louis-Gustave Adolphe Lemercier de Maisoncelle-Vertille de Richemont |                     | Député de Lot-et-Garonne (1837-1848, 1852-1869), maire de Tombebœuf, sénateur du Second Empire                                                                                            |
| 1872    | 1881 (décès)              | Charles Boisvert (1823-1881)                                                 | Droite bonapartiste | Avocat Ancien maire de Marmande (1858-1870 et 1871) |
| 1881    | 1892                      | Maurice Boisvert (1850-1916, fils du précédent)                              | Droite bonapartiste | Maire de Beaupuy (1878-1889) |
| 1892    | 1913                      | Charles-Valère Ricard                                                        | Républicain         | Maire de Puymiclan (1876-1904 et 1912-1914) |
| 1913    | 1916 (décès)              | Maurice Boisvert                                                             | Droite              | Avocat, propriétaire foncier, maire de Beaupuy (1900-1916) |
| 1916    | 1919                      | siège vacant                                                                 |                     | |
| 1919    | 1922 (décès)              | Raymond Bazin                                                                |                     | Agriculteur, propriétaire foncier Maire de Castelnau-sur-Gupie (1884-1922) |
| 1923    | 1931                      | Léopold Moulade                                                              | RG                  | Vétérinaire Maire d'Escassefort (1908-1929) |
| 1931    | 1940                      | Henri Dutheil (1895-1972)                                                    | RG                  | Maire de Seyches (1934-1944) Nommé conseiller départemental en 1943 Président du Conseil départemental (1943-1945)                                                                        |
|         |                           |                                                                              |                     | |
| 1945    | 1958                      | Henri Dutheil                                                                | DVD                 | Ancien maire de Seyches (1934-1944) |
| 1958    | 1976                      | Henri Sabathier                                                              | Rad. puis MRG       | Greffier Maire de Seyches (1947-1977) |
| 1976    | 2001                      | André Vidal                                                                  | PS                  | Gérant d’une société spécialisée dans le négoce de céréales, de tabac, de semences et d’aliments pour le bétail Maire de Puymiclan (1965-2001)                                            |
| 2001    | 2015                      | Pierre Camani                                                                | PS                  | Cadre de la fonction publique territoriale Président du Conseil Général (2008-2015) Sénateur (2011-2017) Maire de Puymiclan (2001-2008) Elu en 2015 dans le Canton des Coteaux de Guyenne |

### Conseillers d'arrondissement (de 1833 à 1940)
| Période                                  | Période | Identité                        | Étiquette           | Qualité |
| ---------------------------------------- | ------- | ------------------------------- | ------------------- | --- |
| 1833                                     | 1842    | Jean Baptiste Lagrèze-Ramonde   |                     | Juge de paix, propriétaire à Puymiclan                                                                      |
| 1842                                     | 1848    | Charles Antoine Lucinet         |                     | Ancien greffier de la justice de paix, propriétaire à Lachapelle                                            |
|                                          |         |                                 |                     | |
| 1877                                     | 1895    | M. Lefebvre                     | Droite bonapartiste | |
| 1895                                     | 1907    | Jean Vinsonneau                 | Radical             | Médecin, maire de Seyches (1884-1888 et 1890-1904)                                                          |
| 1907                                     | 1934    | Théophile Encognère (1852-1934) | RG                  | Maire de Seyches (1904-1934), propriétaire à Lagarde                                                        |
| 1934                                     | 1940    | Antoine Birabaud                | RG                  | Maire de Saint-Pierre-sur-Dropt                                                                             |
| 1940                                     |         |                                 |                     | Les conseils d'arrondissement ont été suspendus par la loi du 12 octobre 1940 et n'ont jamais été réactivés |
| Les données manquantes sont à compléter. |         |                                 |                     | |

## Composition
Le canton de Seyches groupait 15 communes et comptait 6 254 habitants (population municipale au 1er janvier 2010).
| Communes                   | Population (2012) | Code postal | Code Insee |
| -------------------------- | ----------------- | ----------- | ---------- |
| Cambes                     | 166               | 47350       | 47047      |
| Castelnau-sur-Gupie        | 827               | 47180       | 47056      |
| Caubon-Saint-Sauveur       | 234               | 47120       | 47059      |
| Escassefort                | 632               | 47350       | 47088      |
| Lachapelle                 | 87                | 47350       | 47126      |
| Lagupie                    | 655               | 47180       | 47131      |
| Lévignac-de-Guyenne        | 609               | 47120       | 47147      |
| Monteton                   | 277               | 47120       | 47187      |
| Montignac-Toupinerie       | 138               | 47350       | 47189      |
| Puymiclan                  | 570               | 47350       | 47216      |
| Saint-Avit                 | 167               | 47350       | 47231      |
| Saint-Barthélemy-d'Agenais | 517               | 47350       | 47232      |
| Saint-Géraud               | 80                | 47120       | 47245      |
| Saint-Pierre-sur-Dropt     | 278               | 47120       | 47271      |
| Seyches                    | 1 017             | 47350       | 47301      |

## Démographie
| 1962  | 1968  | 1975  | 1982  | 1990  | 1999  | 2006  | 2010  | - |
| ----- | ----- | ----- | ----- | ----- | ----- | ----- | ----- | - |
| 5 624 | 6 017 | 5 639 | 5 542 | 5 787 | 5 591 | 5 921 | 6 254 | - |